# Nicolás Colazo
Nicolás Carlos Colazo (Buenos Aires, Argentina, 8 de julio de 1990) es un futbolista argentino que se desempeña como lateral izquierdo, interior izquierdo, o extremo izquierdo, y actualmente se encuentra en Banfield de la Primera División de Argentina. 

## Trayectoria

### Boca Juniors
A los 9 años de edad se unió a Boca Juniors, en donde jugó en todas las divisiones inferiores. Su debut en Primera División fue el 4 de julio de 2009 contra Colón, partido que Boca ganó 3 a 1. Colazo participó en las 3 jugadas que terminaron en gol. En enero de 2010 marcó su primer gol, en un partido amistoso ante San Lorenzo en el estadio José María Minella de Mar del Plata. El 22 de enero de 2011 marcó un gol en el superclásico frente a River Plate en el torneo amistoso de verano.
Desde la llegada de Julio César Falcioni como director técnico de Boca Juniors, Colazo había aparecido en los Xeneizes como titular durante todo el Torneo Clausura 2011. El 13 de febrero de 2011 debutó en el torneo como titular, ante Godoy Cruz en la derrota 1-4. El 17 de abril marca su primer gol en el torneo, en el empate 3-3 ante Tigre. El 24 de abril marca su segundo gol consecutivo, ante Huracán, en la goleada 3-0. El 12 de junio marca su tercer gol en el campeonato, a Banfield. Tal vez este torneo, haya sido el mejor en toda su etapa en Boca Juniors.
Cuando comenzó el Torneo Apertura 2011 no tuvo el nivel esperado. El 15 de agosto marca su primer gol en el torneo, contra Unión de Santa Fe en la goleada 4 a 0.
El domingo 19 de febrero de 2012, el juvenil del Xeneize sufrió una grave lesión en la pierna izquierda, luego de ser trabado por Rodrigo Erramuspe, quien apareció para interceptar su remate. El volante se fue a los 30 minutos del campo de juego, cuando había ingresado diez minutos antes. Al retirarse salió con mucho dolor y fue trasladado en ambulancia a una clínica, tras finalizar el partido. Luego se confirmaría que Nicolás Colazo sufrió la fractura de su tibia y peroné izquierda, por lo que se perdería el Torneo Clausura. Julio César Falcioni y Carlos Bianchi lo tendrían en cuenta tras su recuperación, cuando estuvo listo para los torneos Inicial 2012 y Final 2013. Fue muy irregular en la temporada siendo a veces suplente y otras titular, jugó en total 25 partidos y no hizo goles. Fue cedido a préstamo a un club en búsqueda de continuidad.

### All Boys
Fue cedido a préstamo a All Boys, dirigido por Julio César Falcioni. En el conjunto de Floresta, Colazo disputó 19 partidos, todos ellos como titular, y marcó 1 gol. Finalizado su préstamo, regresó en 2014 a Boca Juniors.

### Segunda etapa en Boca
El club Xeneize decide hacer uso de la cláusula de terminar con la cesión, por lo que vuelve para disputar la segunda etapa de la temporada, encarando así, el Torneo Final 2014 con el club que lo vio nacer.
Tras el despido de Carlos Bianchi y el arribo de Rodolfo Arruabarrena como nuevo entrenador del club, el jugador a base de buenos rendimientos se convierte en uno de los pilares del equipo jugando como defensor lateral izquierdo, una posición no habitual para el. El 28 de enero de 2015, marca el gol que clasifica a Boca a la Copa Libertadores 2015 en el desempate jugado contra Vélez Sarsfield. El 17 de marzo del mismo año, convirtió el primer doblete de su carrera ante el Zamora FC de Venezuela, en la goleada 5-1 del Xeneize.

### Melbourne
Fue cedido a préstamo por un año, terminando su etapa en el club australiano con 4 goles en 25 partidos.

### Gimnasia y Esgrima (LP)
El 19 de julio de 2017 el sitio oficial de Gimnasia y Esgrima La Plata anuncia la contratación del futbolista a préstamo sin cargo y con opción de compra.

### Tigre
En enero de 2019, el jugador se incorpora al Club Atlético Tigre. Con muy poca participación durante la Superliga, la lesión de Lucas Rodríguez en la previa del partido de vuelta frente a Unión de Santa Fe por la Copa de la Superliga lo colocó en el primer equipo desde entonces hasta el final del certamen. Convirtió un gol en el partido de ida frente a Atlético Tucumán (5-0, por las semifinales del torneo) y también fue titular en la coronación del elenco de Victoria en el estadio Mario Alberto de Kempes de Córdoba, frente a Boca Juniors.

### Rosario Central
En mitad de 2019, el jugador terminó su contrato con Boca Juniors y se fue como libre a Rosario Central con un contrato hasta junio de 2020.

### Rentistas
A fines de 2020, luego de terminar contrato en junio con Rosario Central, firmó como jugador libre con Rentistas de Uruguay.
Tuvo un paso fugaz donde solamente le hizo 1 gol a Club Nacional de Football

### Regreso a Gimnasia y Esgrima (LP)
Colazo regresó a Gimnasia para la temporada 2021. Con pocas titularidades, las múltiples y constantes lesiones de Matías Melluso le permitieron entrar al equipo y afianzarse en el once inicial.
En 2023, tras una floja campaña en puntos entre el campeonato y la Copa de la Liga, Gimnasia finalizó la temporada en el penúltimo puesto de la tabla anual, lo que le obligó a disputar un partido desempate ante Colón (con quien había acabado en igualdad de puntos) por la permanencia en Primera División. Colazo marcó a los 41' el único gol del encuentro, que se llevó a cabo el 1º de diciembre en el estadio Marcelo Bielsa de Rosario, consiguiendo así que Gimnasia y Esgrima mantuviera la categoría.
Se despide de Gimnasia con una emotiva carta en diciembre de 2024.

## Selección nacional

### Argentina Sub-15
Disputó con la selección de su país Sub-15 el Campeonato Sudamericano de Fútbol Sub-15 2005 que se llevó a cabo en Bolivia, ingresando en el segundo tiempo en la primera fecha contra Perú. En dicha competencia la selección consiguió el subcampeonato, perdiendo la final contra Brasil por 6 a 2.

### Participaciones con la selección
| Torneo                   | Sede    | Resultado  |
| ------------------------ | ------- | ---------- |
| Sudamericano Sub-15 2005 | Bolivia | Subcampeón |

## Estadísticas
Actualizado al último partido disputado, el 8 de diciembre de 2024.
| Club | Div.                | Temporada           | Liga  | Liga  | Liga   | Copas Nacionales(1) | Copas Nacionales(1) | Copas Nacionales(1) | Torneos Internacionales(2) | Torneos Internacionales(2) | Torneos Internacionales(2) | Total | Total | Total  |
| Club | Div.                | Temporada           | Part. | Goles | Asist. | Part.               | Goles               | Asist.              | Part.                      | Goles                      | Asist.                     | Part. | Goles | Asist. |
| --- | ------------------- | ------------------- | ----- | ----- | ------ | ------------------- | ------------------- | ------------------- | -------------------------- | -------------------------- | -------------------------- | ----- | ----- | ------ |
| C. A. Boca Juniors Argentina | 1.ª                 | 2008-09             | 1     | 0     | 1      | —                   | —                   | —                   | —                          | —                          | —                          | 1     | 0     | 1      |
| C. A. Boca Juniors Argentina | 1.ª                 | 2009-10             | 4     | 0     | 0      | —                   | —                   | —                   | —                          | —                          | —                          | 4     | 0     | 0      |
| C. A. Boca Juniors Argentina | 1.ª                 | 2010-11             | 18    | 3     | 1      | —                   | —                   | —                   | —                          | —                          | —                          | 18    | 3     | 1      |
| C. A. Boca Juniors Argentina | 1.ª                 | 2011-12             | 13    | 1     | 1      | 0                   | 0                   | 0                   | 0                          | 0                          | 0                          | 13    | 1     | 1      |
| C. A. Boca Juniors Argentina | 1.ª                 | 2012-13             | 22    | 0     | 1      | 1                   | 0                   | 0                   | 2                          | 0                          | 1                          | 25    | 0     | 2      |
| C. A. Boca Juniors Argentina | 1.ª                 | 2013-14             | 10    | 2     | 1      | —                   | —                   | —                   | —                          | —                          | —                          | 10    | 2     | 1      |
| C. A. Boca Juniors Argentina | 1.ª                 | 2014                | 9     | 0     | 1      | 0                   | 0                   | 0                   | 8                          | 0                          | 0                          | 17    | 0     | 1      |
| C. A. Boca Juniors Argentina | 1.ª                 | 2015                | 22    | 0     | 1      | 4                   | 0                   | 0                   | 7                          | 3                          | 1                          | 33    | 3     | 2      |
| C. A. Boca Juniors Argentina | 1.ª                 | 2016                | 4     | 0     | 0      | —                   | —                   | —                   | —                          | —                          | —                          | 4     | 0     | 0      |
| C. A. Boca Juniors Argentina | Total club          | Total club          | 103   | 6     | 7      | 5                   | 0                   | 0                   | 17                         | 3                          | 2                          | 125   | 9     | 9      |
| C. A. All Boys Argentina | 1.ª                 | 2013-14             | 17    | 0     | 0      | 2                   | 1                   | 1                   | —                          | —                          | —                          | 19    | 1     | 1      |
| C. A. All Boys Argentina | Total club          | Total club          | 17    | 0     | 0      | 2                   | 1                   | 1                   | 0                          | 0                          | 0                          | 19    | 1     | 1      |
| Melbourne City F. C. Australia | 1.ª                 | 2016-17             | 22    | 4     | 5      | 2                   | 0                   | 0                   | —                          | —                          | —                          | 24    | 4     | 5      |
| Melbourne City F. C. Australia | Total club          | Total club          | 22    | 4     | 5      | 2                   | 0                   | 0                   | 0                          | 0                          | 0                          | 24    | 4     | 5      |
| Gimnasia y Esgrima L. P. Argentina | 1.ª                 | 2017-18             | 25    | 6     | 2      | —                   | —                   | —                   | —                          | —                          | —                          | 25    | 6     | 2      |
| Gimnasia y Esgrima L. P. Argentina | 1.ª                 | 2021                | 13    | 0     | 0      | —                   | —                   | —                   | —                          | —                          | —                          | 13    | 0     | 0      |
| Gimnasia y Esgrima L. P. Argentina | 1.ª                 | 2022                | 17    | 1     | 1      | 11                  | 0                   | 0                   | —                          | —                          | —                          | 28    | 1     | 1      |
| Gimnasia y Esgrima L. P. Argentina | 1.ª                 | 2023                | 13    | 0     | 0      | 11                  | 2                   | 1                   | 4                          | 0                          | 1                          | 28    | 2     | 2      |
| Gimnasia y Esgrima L. P. Argentina | 1.ª                 | 2024                | 18    | 1     | 1      | 8                   | 1                   | 0                   | 0                          | 0                          | 0                          | 26    | 2     | 1      |
| Gimnasia y Esgrima L. P. Argentina | Total club          | Total club          | 86    | 8     | 4      | 30                  | 3                   | 1                   | 4                          | 0                          | 1                          | 120   | 11    | 6      |
| Aris Salónica F. C. · Grecia | 1.ª                 | 2018-19             | 8     | 0     | 0      | 2                   | 0                   | 0                   | —                          | —                          | —                          | 10    | 0     | 0      |
| Aris Salónica F. C. · Grecia | Total club          | Total club          | 8     | 0     | 0      | 2                   | 0                   | 0                   | 0                          | 0                          | 0                          | 10    | 0     | 0      |
| C. A. Tigre Argentina | 1.ª                 | 2019                | 4     | 0     | 2      | 8                   | 1                   | 0                   | —                          | —                          | —                          | 12    | 1     | 2      |
| C. A. Tigre Argentina | Total club          | Total club          | 4     | 0     | 2      | 8                   | 1                   | 0                   | 0                          | 0                          | 0                          | 12    | 1     | 2      |
| C. A. Rosario Central Argentina | 1.ª                 | 2019-20             | 9     | 0     | 0      | —                   | —                   | —                   | —                          | —                          | —                          | 9     | 0     | 0      |
| C. A. Rosario Central Argentina | Total club          | Total club          | 9     | 0     | 0      | 0                   | 0                   | 0                   | 0                          | 0                          | 0                          | 9     | 0     | 0      |
| C. A. Rentistas · Uruguay | 1.ª                 | 2020                | 18    | 1     | 0      | —                   | —                   | —                   | —                          | —                          | —                          | 18    | 1     | 0      |
| C. A. Rentistas · Uruguay | Total club          | Total club          | 18    | 1     | 0      | 0                   | 0                   | 0                   | 0                          | 0                          | 0                          | 18    | 1     | 0      |
| Total en su carrera | Total en su carrera | Total en su carrera | 267   | 19    | 18     | 49                  | 5                   | 2                   | 21                         | 3                          | 3                          | 337   | 27    | 23     |
| (1) Las copas nacionales se refiere a la Copa Argentina, Copa de la Superliga, Copa de la Liga Profesional, Supercopa Argentina, Copa de Grecia y Copa de Australia. (2) Las copas internacionales se refiere a la Copa Sudamericana y Copa Libertadores. |                     |                     |       |       |        |                     |                     |                     |                            |                            |                            |       |       |        |

## Palmarés

### Campeonatos nacionales
| Título           | Equipo         | País      | Año    |
| ---------------- | -------------- | --------- | ------ |
| Primera División | Boca Juniors   | Argentina | A-2011 |
| Copa Argentina   | Boca Juniors   | Argentina | 2012   |
| Primera División | Boca Juniors   | Argentina | 2015   |
| Copa Argentina   | Boca Juniors   | Argentina | 2015   |
| FFA Cup          | Melbourne City | Australia | 2016   |
| Copa de la Liga  | Tigre          | Argentina | 2019   |